# Palazzo Gerolamo Pallavicini
Il palazzo Gerolamo Pallavicini è un edificio storico italiano, sito in via XXV Aprile 12, nel centro storico di Genova. È uno dei Palazzi dei Rolli che furono designati, al tempo della Repubblica di Genova, a ospitare gli ospiti di alto rango durante le visite di stato per conto del governo genovese.

## Storia e descrizione
Da via XXV Aprile (già via Carlo Felice), attraverso un monumentale avancorpo, costruito dopo l'apertura della strada, si accede a una corte interna, antica prosecuzione di vico Carmagnola, sulla quale si affaccia il palazzo di Gio. Francesco Pallavicini qm. Gerolamo la cui ristrutturazione (1619) si deve a Bartolomeo Bianco.
Nell'occasione fu ampliato annettendo due casette contigue, il cui tetto fu allineato al livello della "casa grande", oltre che una terza casa da cui si ottenne una terrazza a quota di camere e salotto.
L'uniformazione delle facciate fu portata a termine l'anno successivo da Sebastiano Ponzello con l'inserimento dei nuovi balconi in marmo al "piano di sala".
Inserito nel rollo del 1664, secondo bussolo, a nome di Paolo Gerolamo Pallavicini, conserva tuttora il "nobile ingresso, vasto portico e spaziose scale" di cui parlò l'Anonimo del 1818 celebrandone soprattutto la grande quadreria.
La scala, dopo l'invito posto nell'amplissimo atrio ornato con portali sovrastati da busti, si sdoppia in due rampe che si divaricano e che proseguono indipendentemente, servendo così l'intero palazzo che, in buono stato di manutenzione, è suddiviso in circa venti appartamenti.